# Frontera entre Brasil y Paraguay
La frontera entre Brasil y Paraguay es un lindero internacional continuo que delimita los territorios de ambos países colindantes. En toda su extensión de 1367 kilómetros, cruza una variedad de terreno, desde grandes zonas urbanas hasta desiertos inhóspitos y humedales. Comienza en el hito Triple Frontera entre Foz do Iguaçu y Presidente Franco, y termina en el trifinio en la frontera con Bolivia, cerca de la ciudad paraguaya de Bahía Negra. En la frontera entre Brasil y Paraguay, se encuentra la Central Hidroeléctrica de Itaipú, que es la mayor represa hidroeléctrica del mundo en generar energía. En esta frontera se ubica el Puente Internacional de la Amistad comunica a las ciudades de Foz do Iguaçu (Brasil) y Ciudad del Este (Paraguay). La frontera seca tiene un total de 438 kilómetros de extensión, mientras que la fluvial es de 929 kilómetros. Esta última se conforma por los ríos Paraguay, Paraná y Apa, y por el arroyo Estrella, y tiene un total de 23 islas de las cuales 13 pertenecen al Brasil y 10 al Paraguay.

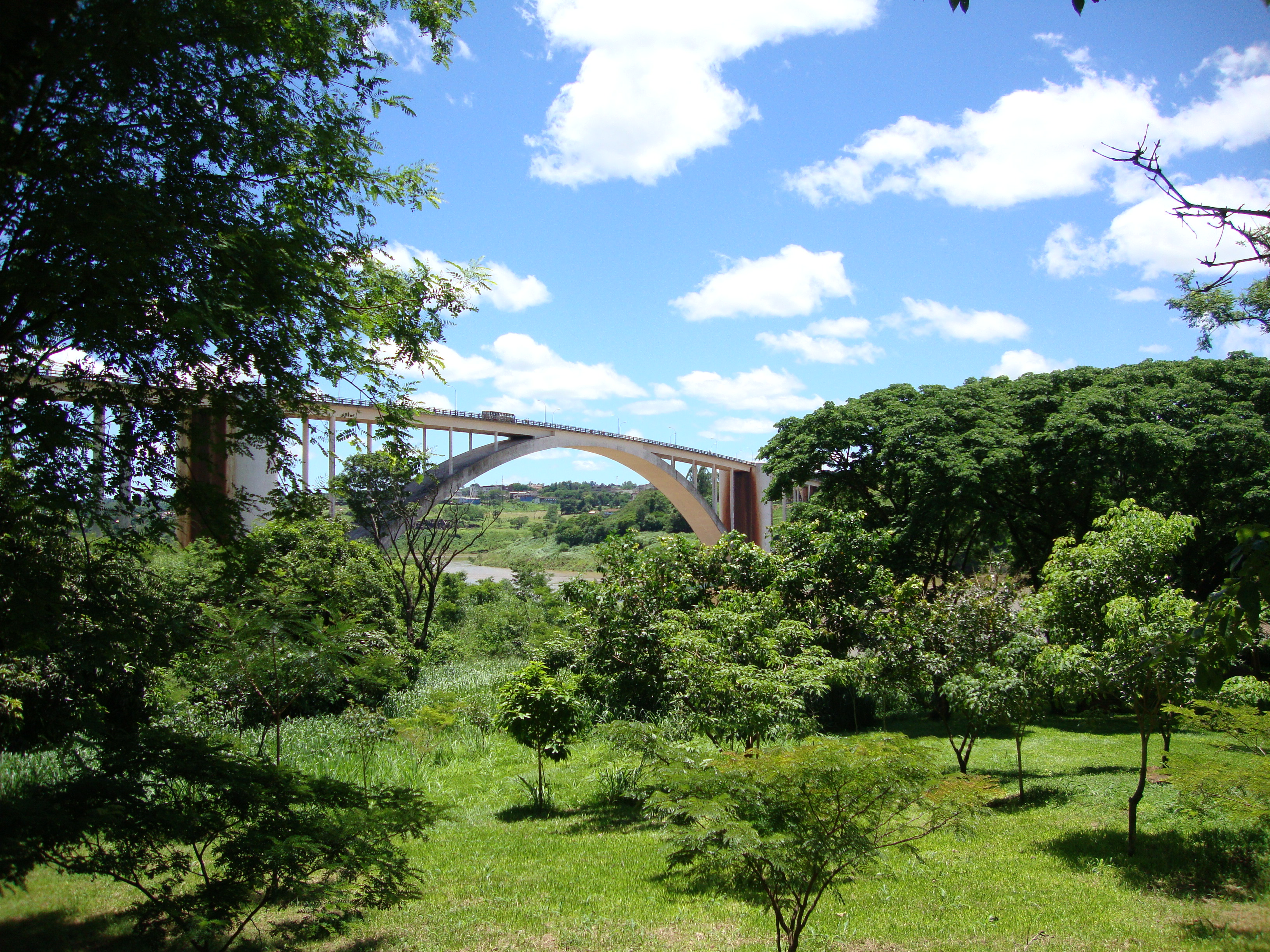
El Puente Internacional de la Amistad, ubicado entre Foz do Iguaçu (Brasil) y Ciudad del Este (Paraguay), es el principal símbolo de la frontera entre ambos países.

La fijación de la frontera ocurrió después de la guerra de la Triple Alianza, cuando en 1872 se firmó un tratado de paz con Paraguay, el cual también contenía sus límites con el Brasil, y que según Hélio Viana, respetaba los convenios de la época colonial y reivindicaba al Brasil las tierras ocupadas y exploradas por los portugueses y brasileños.
La frontera entre Brasil y Paraguay ha sido una de las principales rutas de tráfico de armas de fuego y de drogas en América del Sur, además de contrabando de mercancías y vehículos robados, especialmente por el tránsito en la Triple Frontera (punto fronterizo entre Argentina, Brasil y Paraguay). Esto ocurrió históricamente por la dificultad geográfica para controlar la región por parte de las autoridades fronterizas de ambos países, algo que se ha ido mitigando con el esfuerzo conjunto de las fuerzas del orden brasileñas y paraguayas.
En el lado paraguayo de la frontera, hay un gran número de inmigrantes brasileños, y estos son conocidos popularmente como «brasiguayos».

## Localidades fronterizas
Sobre la frontera entre estos países, se encuentran diferentes jurisdicciones, muchas de ellas conurbanadas y otras separadas por los ríos demarcatorios. Estas localidades, ordenadas de noroeste a sudeste, son las siguientes:
| Localidad paraguaya         | Localidad brasileña | Límite demarcatorio                 |
| --------------------------- | ------------------- | ----------------------------------- |
| Capitán Carmelo Peralta     | Porto Murtinho      | Río Paraguay                        |
| San Lázaro                  | Ingazeira           | Río Apa                             |
| San Carlos del Apa          | São Carlos          | Río Apa                             |
| Bella Vista Norte           | Bela Vista          | Río Apa                             |
| Pedro Juan Caballero        | Punta Porá          | Av. Antonio Alves Côrrea-Av. Brasil |
| Zanja Pytá                  | Sanga Puitã         | Carretera Internacional             |
| Colonia Nueva Independencia | Aral Moreira        | Carretera Internacional             |
| Capitán Bado                | Coronel Sapucaia    | Avenida Internacional               |
| Ypejhú                      | Paranhos            | Rodovía Pedro Nunes                 |
| Corpus Christi              | Sete Quedas         | Avenida Internacional               |
| Salto del Guairá            | Guaíra              | Río Paraná                          |
| Puerto Adela                | Porto Mendes        | Río Paraná                          |
| Ciudad del Este             | Foz do Iguaçú       | Río Paraná                          |